# Mali Bukovec (Mače)
Mali Bukovec est un village de la municipalité de Mače (comitat de Krapina-Zagorje) en Croatie. Au recensement de 2011, le village comptait 258 habitants.